# 久山町
久山町（ひさやままち）は、福岡県糟屋郡にある町。都市計画の圏域では福岡都市圏のうち福岡広域都市圏に属する。疫学研究として有名な久山町研究はこの自治体で行われている。

## 地理

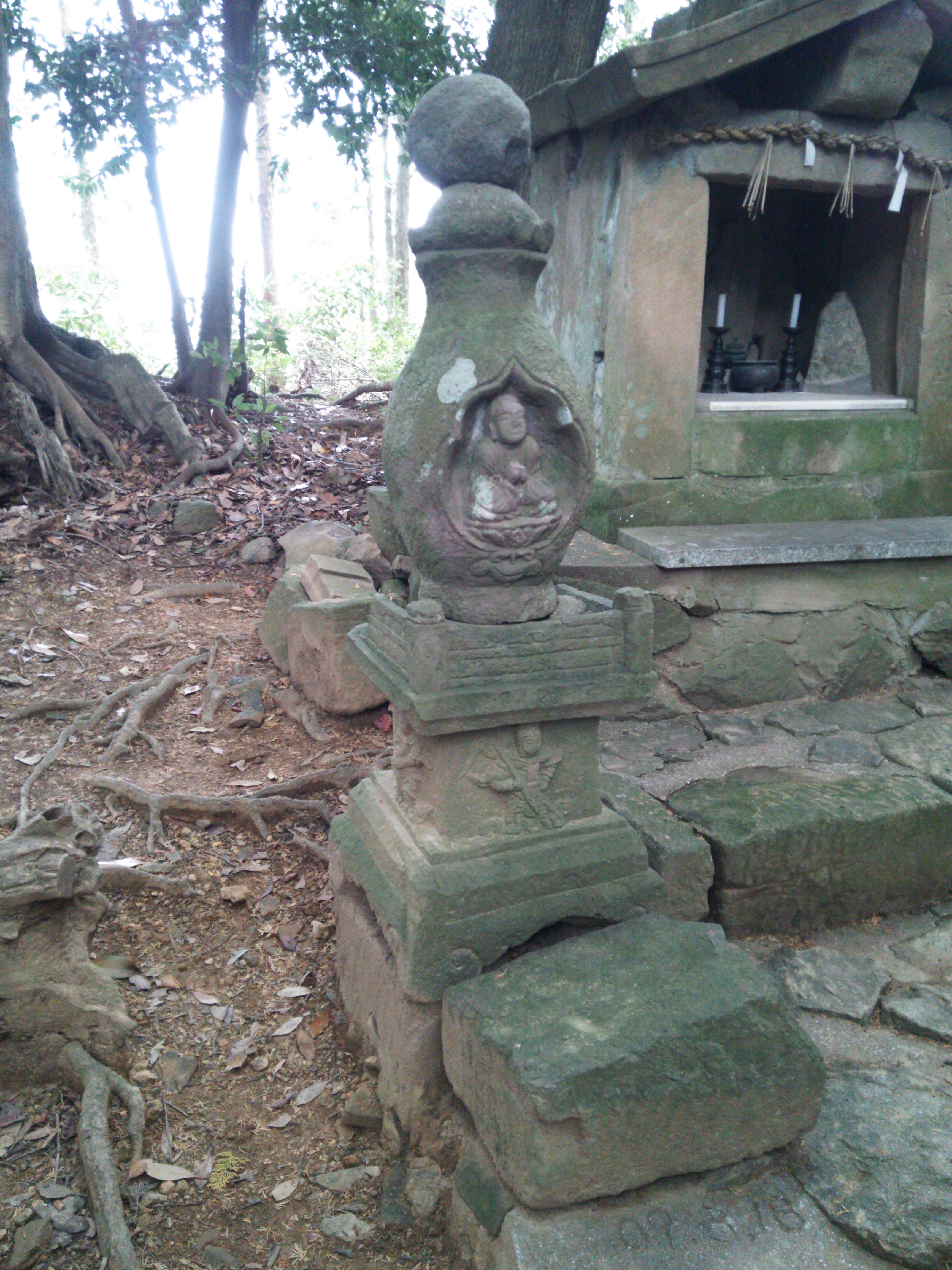
首羅山山頂にある薩摩塔

福岡県の中央部よりやや西側に位置しており、福岡市に隣接する。町南部にある久原地区の一部から町西部の商業施設トリアス周辺にかけてが町の中心部である。町東部一帯は三郡山地の一部で、ほとんどが山林である。

### 隣接している自治体・行政区
- 福岡市（東区）
- 古賀市
- 宮若市
- 糟屋郡: 新宮町、粕屋町、篠栗町

### 地名
- 久原(旧久原村)
- 猪野(旧山田村)
- 山田(旧山田村)

## 歴史
- 1956年9月30日 - 久原村と山田村が合併し、久山町が発足。町名の由来はこの2村の頭文字を合わせたもの。

### 歴代町長
1. 江口浩平（1956年10月28日 - 1964年10月27日）2期
2. 小早川新（1964年10月28日 - 1992年10月27日）7期
3. 佐伯勝重（1992年10月28日 - 2004年10月27日）3期
4. 鮎川正義（2004年10月28日 - 2008年10月27日）1期
5. 久芳菊司（2008年10月28日 - 2020年10月27日）3期
6. 西村勝（2020年10月28日 - 現在）

## 行政

### 町長
- 西村勝（1期目）
- 任期: 2024年10月27日

### 町議会
- 定数：10人
- 任期：2025年9月29日

### 消防
- 粕屋南部消防本部
  - 中部消防署（粕屋町）

### 警察
- 福岡県警察粕屋警察署（粕屋町）
  - 久山交番
- 警察本部装備課車両整備工場

## 地域

### 人口
| |                                        |  |
| 久山町と全国の年齢別人口分布（2005年） | 久山町の年齢・男女別人口分布（2005年） |  |
| ■紫色 ― 久山町 ■緑色 ― 日本全国 | ■青色 ― 男性 ■赤色 ― 女性              |  |
| 久山町（に相当する地域）の人口の推移 \| 1970年（昭和45年） \| 7,154人 \| \| \| 1975年（昭和50年） \| 7,553人 \| \| \| 1980年（昭和55年） \| 7,657人 \| \| \| 1985年（昭和60年） \| 7,573人 \| \| \| 1990年（平成2年） \| 7,524人 \| \| \| 1995年（平成7年） \| 7,509人 \| \| \| 2000年（平成12年） \| 7,640人 \| \| \| 2005年（平成17年） \| 7,858人 \| \| \| 2010年（平成22年） \| 8,373人 \| \| \| 2015年（平成27年） \| 8,225人 \| \| \| 2020年（令和2年） \| 9,068人 \| \| |                                        |  |
| 総務省統計局 国勢調査より |                                        |  |
| 1970年（昭和45年） | 7,154人                                |  |
| 1975年（昭和50年） | 7,553人                                |  |
| 1980年（昭和55年） | 7,657人                                |  |
| 1985年（昭和60年） | 7,573人                                |  |
| 1990年（平成2年） | 7,524人                                |  |
| 1995年（平成7年） | 7,509人                                |  |
| 2000年（平成12年） | 7,640人                                |  |
| 2005年（平成17年） | 7,858人                                |  |
| 2010年（平成22年） | 8,373人                                |  |
| 2015年（平成27年） | 8,225人                                |  |
| 2020年（令和2年） | 9,068人                                |  |

### 教育

#### 中学校
- 久山町立久山中学校

#### 小学校
- 久山町立山田小学校
- 久山町立久原小学校

#### 幼稚園
- 久山町立けやきの森幼稚園

## 産業

### 久山町に本社を置く主な法人

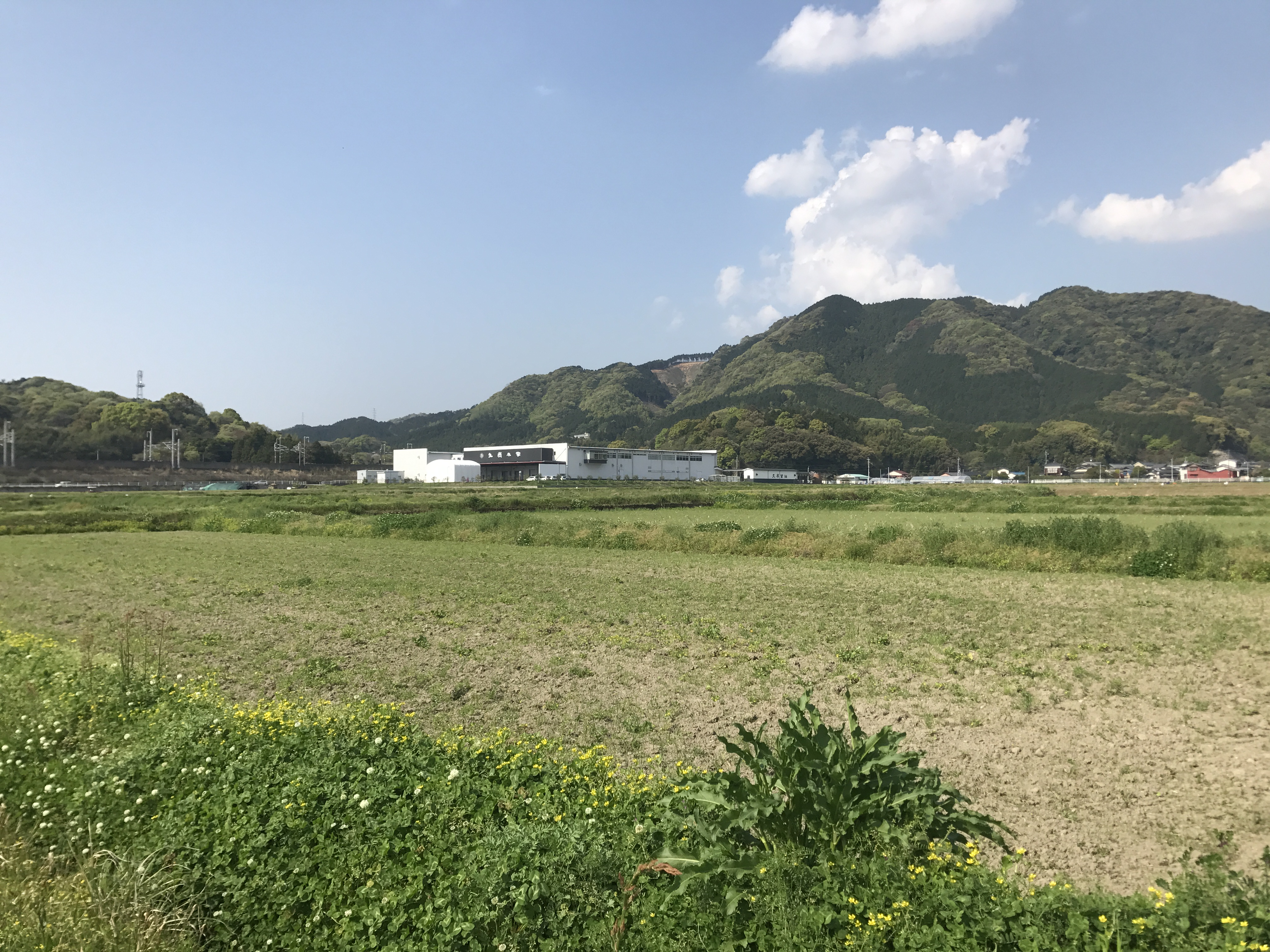
久原本家・本社

- 久原本家
- ロジスティード九州
- 九州名鉄運輸
- 一品香食品

### 主な商業施設
- トリアス

## 交通

### 鉄道
山陽新幹線が町の北東部から南西部へと通っているが、町内に駅はない。
町内で乗降が可能な鉄道路線はないが、篠栗駅や門松駅が近い。

### 道路
九州自動車道が町の西部を南北に通過しているが、町内にインターチェンジはなく、福岡インターチェンジが最も近い。
一般国道はない。町内を通る主要地方道の県道として、福岡県道21号福岡直方線、福岡県道35号筑紫野古賀線がある。福岡直方線は町の南西部から東部の犬鳴峠に向かって延びている。筑紫野古賀線は町の西部を南北に通過しており九州自動車道と並行する。
一般県道としては福岡県道540号山田新宮線、福岡県道546号猪野土井線、福岡県道547号猪野篠栗線が通る。

### バス
- JR九州バス（直方線） - 県道福岡直方線上を運行している。直方市の直方駅を起点に宮若市の宮田・福丸を経て久山町内の久山バス停（久原地区）・深井を通り、西隣の福岡市に至る。
  - 直方駅 - 宮田 - 福丸 - 脇田温泉 - 山の神 - 久山 - 深井 - 多々良 - 箱崎駅西口 - 博多バスターミナル
- 西鉄バス - 福岡市の中心部である天神から香椎参道を経て、町内のトリアス久山まで至る。かつては猪野や久山温泉を経由して隣の篠栗町の篠栗駅に至る路線が存在したが、2019年3月31日のダイヤ改正で廃止された。
  - 27B：大濠公園 - （昭和通り） - 天神 - （都市高速） - 香椎参道 - 名子 - トリアス久山
  - 77：大濠公園 - （明治通り） - 天神 - 県庁前 - 吉塚駅前 - 箱崎駅西口 - 多々良 - 土井団地 - 名子 - トリアス久山
    - ※上記2路線は久山町内では同一経路
- コミュニティバス「イコバス」 - 2012年1月5日運行開始。町内各地域を経由するほか、上記の西鉄バスに代わり篠栗駅と久山町内を結ぶ路線も運行する。新宮タクシーに運行を委託している。

## 名所・旧跡・観光スポット
- 伊野天照皇大神宮（いのてんしょうこうだいじんぐう)
- トリアス
- 斎宮
- 若宮八幡宮
- 首羅山遺跡
- 審神者（さにわ）神社

## コホート研究
九州大学による疫学研究の久山町研究に、1961年から自治体として協力している。